# Politički status Tajvana
Otok Tajvan predmet je geopolitičkog spora između Republike Kine (RK), koja njime upravlja, i Narodne Republike Kine (NRK), koja ga smatra dijelom svog teritorija.
Predaja Japana 1945. godine okončala je japansku vladavinu nad ovim otocima i vratila ih pod kinesku upravu, kako su namjeravali glavni saveznici Drugog svjetskog rata. Zbog suparništva između RK-a i NRK-a, poslijeratni sporazumi nisu precizirali vlasništvo nad otocima.
Izvorno smještena na kineskom kopnu prije i tijekom Drugog svjetskog rata, vlada RK-a povukla se na Tajvan 1949. godine nakon što ju je Komunistička partija Kine (KPK) porazila tijekom Kineskog građanskog rata i nakon osnivanja Narodne Republike Kine. Od tada, efektivna jurisdikcija RK-a ograničena je na sam Tajvan i nekoliko manjih otoka.
I RK i NRK pravno i službeno tvrde da postoji samo jedna Kina, ali se ne slažu oko toga tko bi njome trebao upravljati. Ustav RK-a trenutačno tvrdi da je RK legitimna vlada cijele Kine, uključujući kontinentalnu Kinu i Tajvan; međutim, više ne smatra KPK pobunjeničkom skupinom, već ju priznaje kao »kopnenu vlast«. NRK tvrdi da postoji samo jedna suverena država pod imenom Kina, s NRK-om kao jedinim legitimnim vladarom te Kine, koja Tajvan smatra neotuđivim dijelom svoje države. NRK smatra Tajvan jednom od svojih pokrajina i nije isključila mogućnost korištenja vojne sile u nastojanju da ostvari kinesko ujedinjenje. Vlast NRK-a predložila je model »jedna zemlja, dva sustava« za ujedinjenje, no tajvanska ga je vlada odbila. Unutar Tajvana postoji značajna politička podjela između zagovornika eventualnog kineskog ujedinjenja s pan-kineskim identitetom i onih koji promiču formalnu neovisnost s tajvanskim identitetom, iako su umjereni zagovornici statusa quo stekli široku podršku u 21. stoljeću.
Od 1949. godine, mnoge zemlje moraju birati između NRK-a i RK-a pri uspostavi službenih diplomatskih odnosa i oblikovanju vlastite politike »Jedne Kine«. Isprva isključen iz Ujedinjenih naroda u korist Taipeija, NRK je postupno stekla veću međunarodnu priznatost kao legitimna vlada Kine. RK trenutno ima službene diplomatske odnose s samo dvanaest država, ali održava neslužbene bilateralne veze i članstvo u međunarodnim organizacijama kao nedržavni entitet.
Pitanje Tajvana može uključivati i političku korektnost.